# Luidspreker
Een luidspreker is een apparaat waarmee elektrische signalen worden omgezet in geluid.
De belangrijkste typen luidsprekers zijn:
- elektromagnetische luidspreker
- elektrodynamische luidspreker, de meest gebruikte luidspreker
- bandluidspreker
- elektrostatische luidspreker
- elektreetluidspreker
- keramische of piëzo-elektrische luidspreker
- plasmaluidsprekers, ook wel ionische luidsprekers of plasmatweeters genoemd.

Soms wordt een luidspreker voorzien van een hoorn ter versterking van het geproduceerde geluid, men spreekt dan van een hoornluidspreker. De eerste grammofoons maakten gebruik van hoorns om de geluidssterkte te vergroten. De reikwijdte van een stem wordt vergroot als de spreker een trechter (megafoon) gebruikt. Ook voor muziekuitvoeringen in grote zalen of in de open lucht worden vaak hoornluidsprekers ingezet. Ook in de huiskamer kunnen we hoornluidsprekers tegenkomen. Het voordeel van een hoornluidspreker is dat vanwege het hoge rendement van de elektro-akoestische omzetting een voldoend hoge geluidssterkte kan worden bereikt met een relatief zeer bescheiden versterkervermogen.
Volgens de DIN-norm 45500 moet het frequentiebereik van een luidspreker die aan de minimumeisen van de hifi-norm wil voldoen, ten minste van 50 Hz tot 12500 Hz lopen. Aan het frequentieverloop van een luidsprekerbox moet overigens geen overdreven grote waarde worden gehecht. In de praktijk staat de luidspreker in een woonkamer of (speciale) luisterruimte, waarvan de akoestische eigenschappen aanzienlijk verschillen van die van een dode meetkamer. Het frequentieverloop van één en dezelfde luidspreker kan in beide gevallen volkomen verschillend uitvallen, omdat in een gewone luisterruimte het geluid de meetmicrofoon of de luisteraar niet alleen rechtstreeks bereikt maar ook indirect via reflectie tegen wanden, meubels en andere voorwerpen. Het is daarom niet mogelijk de weergave-eigenschappen van een luidsprekerbox in een gewone omgeving te beoordelen aan de hand van een in een dode meetruimte opgenomen frequentiekarakteristiek, zoals die steevast in folders gedrukt staan. Voor de gehoorindruk blijkt het frequentiegebied tussen ongeveer 2 kHz en 6 kHz bijzonder kritisch te zijn.

## Werking elektrodynamische luidspreker
De meeste luidsprekers werken doordat de in de tijd variërende elektrische stroom door een spoel loopt die in een constant ofwel permanent magnetisch veld is opgehangen. De windingen van de spoel ondervinden hierdoor een lorentzkracht en ook een variërende weerstand (impedantie). De spoel is bevestigd aan de luidsprekerconus. Dat is een kegelvormig membraan, licht van gewicht en vaak van papier of kunststof gemaakt.
Het gevolg is dat de conus op dezelfde manier als de door de spoel lopende stroom gaat bewegen en daarmee de lucht in trilling brengt. Bij sommige luidsprekers is de spoel verwerkt in een relatief groot membraan dat tussen magneetstrips is gespannen.

## Rendement
Wat een luidspreker aan geluidsvermogen levert, wordt uitgedrukt in rendement, gevoeligheid of belastbaarheid.
Het rendement is de verhouding tussen geluidsvermogen en het elektrische ingangsvermogen.
Een zinnig gegeven is daarvoor de geluidsdruk gemeten in decibel (dBspl) bij 1 watt dissipatie op 1 meter afstand recht voor de luidspreker.
Een SPL van 90 dB/1W/1m is een realistische waarde voor luidsprekers.
90 dBspl komt overeen met 1 mW/m² (een duizendste watt per vierkante meter), de geluidsoppervlakte op 1 m bedraagt ca. 6 m², zodat het geluidsvermogen 6 mW bedraagt. Bij 1 W ingangsvermogen is het rendement dus 0,6%.
De gevoeligheid komt overeen met het rendement, maar wordt gedefinieerd bij een vaste ingangsspanning (meestal √8 = 2,83 volt) in plaats van vermogen.
Bij een 8Ω-luidspreker is dit hetzelfde, bij een 4 Ω het dubbele (+3 dB).
Maximale belastbaarheid (watt max. / maximaal) geeft aan hoeveel elektrisch vermogen de luidspreker kan verwerken, voordat deze doorbrandt. Hij is daarna wel echt stuk.
Het maximale uitgangsvermogen is echter beperkt door de uitslag van de conus en niet door de belastbaarheid.
Er zijn verschillende soorten opgegeven belastbaarheid, waardoor deze lastig te vergelijken zijn. De aanduidingen piekvermogen, continu vermogen en muziekvermogen hebben betrekking op meetmethoden die onderling zoveel verschillen dat ze niet met elkaar zijn te vergelijken. Bovendien is "vermogen" hier een oneigenlijke term. Altijd uitgaan van het aantal watt wanneer die duiden op Watt R.M.S., dat geeft een berekenbaar werkelijk vermogen.

## Mechanische aspecten
Een luidspreker is meestal gemonteerd in een kast (box) om een oneindig klankbord te vormen. De luidsprekerconus zelf is meestal verborgen achter een dun doek dat het geluid goed doorlaat, maar ook tegen invloeden als luchtvochtigheid en schade ten gevolge van aanraking om zo lang mogelijk mee te gaan. De kast heeft tot doel om het geluid dat door de achterzijde van de conus wordt uitgestraald tegen te houden. Anders zou dit geluid ongewenst interfereren met het geluid dat aan de voorzijde afgestraald wordt, en zouden (lage) tonen met een golflengte groter dan de afstand tussen de voor- en achterzijde (gemeten om de luidspreker heen) van de luidspreker uitgedempt worden (akoestische kortsluiting), met een kast behaalt men het oneindig klankbord dat luidsprekers om optimaal weer te geven vereisen. Luidsprekers in de hoedenplank van een auto kan men ook om die reden het beste dicht bij het midden van de hoedenplank monteren om een groot klankbord te verkrijgen, waarbij het uitgestraalde geluid dan niet of nauwelijks bij de achterzijde van de luidspreker(s) terecht komt.
Als er voldoende ruimte rond de luidspreker aanwezig is, kan de interferentie juist gebruikt worden om eenvoudig een zeer ruimtelijk effect te bereiken, met verrassend goede resultaten, zie dipoolluidspreker.

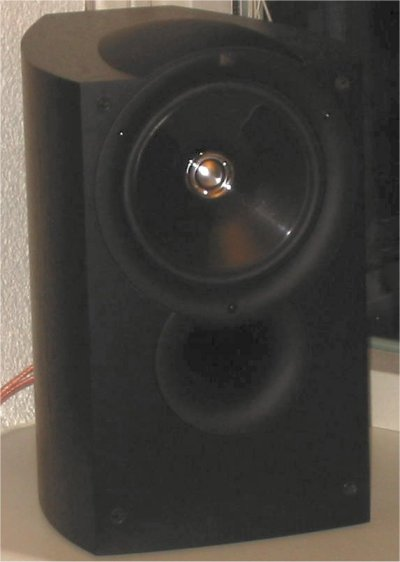
Basreflexluidspreker, met tweeter verwerkt in het midden van de woofer (Kef)

Geeft een luidspreker tegelijkertijd een lage en een hoge toon weer, dan treedt vervorming op in de vorm van frequentiemodulatie van de hoge toon door de lage toon plaats als gevolg van het dopplereffect (intermodulatievervorming). Om dit te verminderen kan de conusuitslag kleiner gemaakt worden. Voor gelijkblijvende geluidsopbrengst is dan een groot oppervlak nodig. Deze oplossing is toegepast bij elektrostatische en magnetostatische membraanluidsprekers.
Bij elektrodynamische luidsprekers kiest men gewoonlijk voor de oplossing het geluid over meerdere luidsprekers te verdelen, ieder met een eigen frequentiegebied. Tevens neemt men de gelegenheid te baat voor elk frequentiegebied een gespecialiseerde luidspreker toe te passen, bijvoorbeeld een tweeter, een mid-range speaker (ook wel squawker genoemd) en een woofer. De woofer is bestemd voor de lage tonen en heeft de grootste oppervlakte. Deze grote oppervlakte is nodig om geluid van een lage frequentie effectief te kunnen produceren. Tweeters zijn ontworpen voor de hoge tonen. Om hoge tonen weer te geven is het beter een klein oppervlak te gebruiken teneinde het richteffect te verminderen en omdat een groot oppervlak bij de hoge frequenties ongewenste resonanties vertoont. Een ideale luidsprekerconus is zo stijf dat er geen resonanties optreden in het frequentiegebied waar hij voor bedoeld is. Zowel tweeters als woofers werken ook wel in het middengebied. De duurdere luidsprekersystemen hebben vaak nog meer onderdelen, bijvoorbeeld ook nog een subwoofer voor de allerlaagste tonen. In de luidsprekerbox zit vaak een scheidingsfilter dat het juiste deel van het elektrische signaal naar de juiste luidspreker stuurt. Als er te veel vermogen op komt, kan de luidspreker kapotgaan.

## Laagst mogelijke frequentie
Om met een kleine luidsprekerbox toch nog lage tonen te kunnen leveren, wordt veel gebruikgemaakt van een basreflexkast. De massa lucht in de basreflexpoort werkt als een Helmholtzresonator, waarbij in een bepaald frequentiegebied de luchtmassa in de poort in beweging komt. Doorsnede en lengte van de basreflexpoort in combinatie met de inhoud van de box bepalen het frequentiegebied waarin de poort werkzaam is. Er treedt akoestische versterking op in dat frequentiegebied, zodat het door de voorkant van de luidspreker afgestraalde geluid versterkt wordt. Bij lage frequenties is het niet gauw belangrijk, wanneer we spreken over een oneindig klankbord (box), of die aan de voorkant worden uitgestraald. Constructies laten het toe die basreflexpoort of opening aan boven- onder- of achterkant aan te brengen bij boxen aan de hand van daarvoor bedoelde berekeningen.
Een ander luidsprekersysteem dat bij kleine afmetingen toch over een goede weergave in het lage tonengebied beschikt, is het gedempt luidsprekersysteem. Hierin wordt niet gebruikgemaakt van resonantiepoorten om de laagweergave te "verleggen" naar een lager frequentiegebied, zoals bij de basreflexkast, maar door de opslingeringen (resonantie) van de conus onderkritisch te dempen. Hierdoor wordt de bandbreedte van de luidspreker vergroot. Het kastvolume wordt effectief vergroot, wat nodig is om de luidspreker grote uitslagen te kunnen laten maken, door toepassing van een pijp met speciale afmetingen. Het rendement, het afgegeven akoestisch vermogen gedeeld door het elektrisch vermogen van de versterker, is laag. Er is een krachtige versterker nodig. Een versterker van 100 watt of meer per kanaal is niet ongewoon.
In een kleine afgesloten ruimte (zoals een kamer of een auto) zal de golflengte van het geluid bepalen welke laagste frequentie op een goede manier hoorbaar gemaakt kan worden. Er is een eenvoudige natuurkundige formule voor. De geluidssnelheid gedeeld door tweemaal de frequentie bepaalt hoe groot de vrije uitstraling moet zijn om staande golven te vermijden. Om bijvoorbeeld een toon van 20 Hz betrouwbaar hoorbaar te maken is van wand tot wand 8,35 meter nodig. In een kleinere kamer zal een box die tot 16 Hz gaat (de laagste tonen van een kerkorgel) dus geen geluidsweergave zonder staande golven kunnen opleveren.

### Discussie
Rond het voorgaande wordt overigens verschillend gedacht. De snelheid van het geluid in de lucht gedeeld door twee keer een gegeven frequentie bepaalt de lengte van twee keer een golflengte (λ) van die toon. Er zijn mensen die geen grond zien voor de veronderstelling dat 2 keer de golflengte van de laagst weer te geven toon de minimale afstand van wand naar wand van een kamer moet zijn om die toon goed te kunnen weergeven. Ook vermijd je geen staande golven door de “vrije uitstraling” gelijk te maken aan de geluidssnelheid gedeeld door twee keer de frequentie. Bij elke afmeting van de ruimte waarin wordt weergegeven kunnen immers staande golven in de ruimte ontstaan. Hoe groter het vertrek is des te lager de toon kan zijn waarop die staande golven zich ontwikkelen. Het al of niet kunnen ontstaan van staande golven in een kamer, is geen belemmering voor het weergeven van lage tonen, ook al is de golflengte groter dan de kamer. De laagweergave in kleine vertrekken zou zelfs beter kunnen zijn in kleine dan in grote vertrekken vanwege het ontbreken van staande golven bij die lage tonen. 

### Bijgeluiden
Kleine vertrekken kunnen op een andere manier de weergave van geluid nadelig beïnvloeden. De genoemde staande golven kunnen zich, gegeven de kortere golflengte, in een hoger frequentiegebied manifesteren. In dit hogere gebied produceert een groter aantal instrumenten zijn laagste grondtoon, en meer grondtonen die in de vorm van een staande golf in de kamer kunnen resoneren, maken de kans op deze hinderlijke dreunende bijgeluiden groter. De kans op een heftige aanstoting van een resonerende luchtkolom (staande golf) is ook in dat hogere frequentiegebied groter omdat de meeste grondtonen van instrumenten daar ook een wat luidere toon kunnen voortbrengen.

## Plaatsing luidspreker
De beste weergave wordt bereikt op 1/7 van het diagonaal van de ruimte, het midden/hoog op oorhoogte.
Plaatsing op piepschuim heeft hetzelfde effect als spikes op een marmeren plaat.
De subwooferweergave wordt het meest versterkt (vraagt daardoor minder vermogen, maar klinkt natuurlijk wel ongedefinieerd) als de reflexpoort gericht is naar de hoek van de kamer. Dit komt door het stralingspatroon (360°) van de lage frequenties, waardoor de plaatsing ten opzichte van de overige luidsprekers ook minder belangrijk is; pas de afstand tot de hoek of muur aan, het verschil in volume is direct hoorbaar.
De vrije uitstraling bepaalt de laagste frequentie die maximaal kan worden weergegeven zonder staande golven, deze veroorzaken een interferentie waardoor het laag ongedefinieerd wordt weergegeven. Een natuurkundige wet bepaalt de golflengte, de geluidssnelheid 343 m/s (20 graden Celsius) delen door de frequentie. Bij 5,72 meter dus 60 hertz, 20 hertz wordt pas mogelijk indien deze 17,15 meter (afstand luidspreker tot de muur) is. Voorkom het opblazen van de tweeter, als de hoogweergave te zacht is, verminder de basweergave, dus de luidsprekerbox meer verwijderen van de achter- en zijwand.

## Elektrische aspecten
Hoog haalbare:
Het is van belang dat de bewegingen van de luidspreker zo goed mogelijk overeenkomen met de spanning die de versterker levert. Hiervoor is het van belang dat de interne weerstand van de versterker en de weerstand van de kabels zo laag mogelijk is. De verhouding tussen de impedantie van de luidspreker en de interne weerstand van versterker plus kabel wordt dempingsfactor genoemd. Als de dempingsfactor te laag is gaat de luidspreker een eigen leven leiden.
 Zaak is echter de impedantie, uitgedrukt in ohm, die de versterker aangeeft overeen te laten komen met de aangegeven impedantie (in ohm) van de luidspreker.
Het is dus van belang dat een goede (voldoende dikke) luidsprekerkabel gebruikt wordt. Maar aan de andere kant worden aan sommige dure typen kabel eigenschappen toegeschreven die in de praktijk niet meer meetbaar en hoorbaar zijn. Nog beter is het luidsprekers met ingebouwde versterker (actieve luidsprekers) te gebruiken. Philips introduceerde in de jaren 70 de Motional-Feedback-luidsprekerboxen, waarbij de werkelijke beweging van de luidspreker door een piëzo-element werd gemeten en waarmee niet-lineaire afwijkingen gecorrigeerd werden.

## Scheidingsfilters

Een passief scheidingsfilter

Een actief scheidingsfilter

Een scheidingsfilter (Engels cross-over filter) zorgt er bij een luidspreker voor dat het signaal uit de versterker gescheiden wordt in verschillende frequentiegebieden zodat de woofer alleen signalen beneden een bepaalde frequentie krijgt en de tweeter alleen erboven. Dat is noodzaak omdat één luidsprekerchassis niet in staat is het hele audiospectrum weer te geven. Het scheidings- of wisselfilter vervult bovendien nog een niet te onderschatten corrigerende taak en dient daarnaast niet alleen frequenties in het spergebied voldoende te dempen, maar ook een gunstig fasegedrag te vertonen. De eigenschappen van een wisselfilter zijn van wezenlijk belang voor het resulterende richtingsdiagram en klankbeeld van een luidsprekercombinatie in bijvoorbeeld een box. Scheidingsfilters worden gebruikt in multiluidsprekerboxen. Het scheidingsfilter is een toestel dat het ingangssignaal volgens de verschillende frequenties verdeelt over de verschillende luidsprekers. Elke luidspreker: woofer, squawker en tweeter zal de frequentiebereiken ontvangen waarvoor hij ontworpen is. Alzo wordt de vervorming en de interferentie tussen de drivers gereduceerd. Het ideale scheidingsfilter heeft geen overlapping van de signalen die naar de verschillende luidsprekersystemen worden gestuurd. Maar dit is in de praktijk onmogelijk te bereiken met standaard analoge filters aan de hand van grondstoffen.
Scheidingsfilters kunnen passief of actief zijn.
- Een passief scheidingsfilter is een elektronisch circuit dat gebruikmaakt van condensatoren, weerstanden, en spoelen. Deze delen splitsen het signaal in verschillende frequentiebereiken voordat ze aan de luidsprekers worden toegevoerd. Deze filters verdelen een elektrisch signaal in verschillende kleinere banden. Maar wanneer we spreken over de middentonen die op vooral spraakfrequenties duiden wordt dat bij luidsprekers die daarvoor geschapen zijn een bandluidspreker genoemd. Een tweeweg filter verdeelt het oorspronkelijke signaal in een laag-doorlaat en een hoog-doorlaat. Drieweg filters hebben bovendien een band-doorlaat. Resultaat is dat bijvoorbeeld een hogetonenluidspreker of tweeter beschermd is tegen schadelijke lage tonen en dat de vervorming minimaal is. De filtering vindt hoofdzakelijk plaats door een combinatie van spoelen en condensatoren. Bij een spoel neemt de impedantie toe naarmate de frequentie toeneemt, waardoor hoge tonen steeds minder doorgelaten worden. Bij een condensator, integendeel, neemt de impedantie af naarmate de frequentie stijgt, waardoor lage tonen hier niet doorheen kunnen. Een passief scheidingsfilter heeft geen uitwendige voeding nodig. Een passief scheidingsfilter wordt meestal geïnstalleerd in luidsprekerboxen en zijn het meest gebruikte type bij huis- en laagvermogengebruik.
- Een actief scheidingsfilter is een elektronisch filter dat het signaal splitst in individuele frequentiebereiken voordat ze aan de versterker worden toegevoerd. Dit veronderstelt een versterker voor elk luidsprekerbereik. Een actief scheidingsfilter heeft dus steeds een uitwendige voeding nodig.

## Vervorming
De belangrijkste maar ook de zwakste schakel in de audio-keten is de luidspreker, want daar komt immers het geluid uit.
Spreken we over versterkers, cd-spelers e.d. met een vervorming van tienden of honderdsten van procenten, bij luidsprekers geeft men zelden vervorming op, maar deze loopt in de procenten of zelfs tientallen procenten.
In sommige gevallen wordt bepaalde vervorming van de lage tonen niet als onprettig ervaren en spreekt men van een “krachtige” bas, terwijl men naar hogere harmonische vervorming luistert.
Ook klinken lage tonen meestal langer door dan bedoeld, deze “warme” bas is niet onaangenaam.
De afbeelding laat de vervorming zien van een dure (ca. € 400) 10 inch- of 26cm-woofer, gemeten door de fabrikant zelf, die gebruikt wordt in zeer dure (ca. € 10.000 per stuk) luidsprekerboxen.
Er is gemeten bij 96 dBspl op 1 meter, dit is 87 dBspl op 3 meter afstand, een flink geluid op een normale luisterafstand. Boven 65 Hz blijft de vervorming onder de 1%, wat algemeen als acceptabel beschouwd wordt. Beneden 65 Hz loopt de vervorming echter op tot ruim 3% bij 40 Hz, een vaak voorkomende toon in moderne popmuziek, en 10% bij 25 Hz. Dit zijn overigens ook normale waarden voor veel goedkopere luidsprekers.
Er zijn pogingen gedaan om vervorming bij lage tonen tegen te gaan (bijvoorbeeld met Motional Feedback (MFB) dat overigens nog steeds wordt gebruikt bij nog duurdere luidsprekerboxen), maar dit wordt toch door veel audiofielen als een gemis ervaren en is ook bij het grote publiek niet aangeslagen. Dit is niet zo vreemd als je bedenkt dat moderne muziek in de studio afgemixt wordt met dezelfde boxen als die men thuis heeft en er dus met vervorming rekening wordt gehouden.
Er ontstaat ook vervorming indien de versterker het benodigde vermogen niet kan leveren. Volgens de specificaties kunnen de luidsprekerboxen gebruikt worden met bijvoorbeeld 'n versterker, waarvan het vermogen tussen 10 ~180 watt bedraagt. Verstandiger is het, om van het maximaal vermelde vermogen uit te gaan. De lagere frequenties vragen om veel meer vermogen dan de midden/hoog frequenties, waardoor de kans zeer groot wordt, dat met 'n 2 × 10 watt versterker, het volume op maximaal wordt gezet, omdat het aantal decibels onvoldoende is, er treed vrijwel meteen vervorming op, omdat de versterker gaat clippen waardoor geen wisselstroom maar gelijkstroom naar de luidsprekerboxen gaat. Voorkom het opblazen van de tweeter of versterker, ongeacht het geleverde vermogen, bij vervorming direct zachter zetten.